# Coppa dell'Imperatrice (calcio)
Il campionato di calcio giapponese Coppa dell'Imperatrice (皇后杯全日本女子サッカー選手権大会?, Kōgōhai Zen Nippon Joshi Sakkaa Senshuken Taikai), comunemente conosciuto semplicemente come Coppa dell'Imperatrice (皇后杯?, Kōgōhai), è una competizione calcistica giapponese riservata alle squadre di calcio femminile, organizzata dalla federazione calcistica del Giappone come controparte della Coppa dell'Imperatore maschile.
L'attuale denominazione è utilizzata dalla stagione 2012 in quanto il trofeo è stato ufficialmente istituito in quell'anno.
Dalla stagione 2004 alla 2011 (il capodanno dal 2005 al 2012), la finale venne giocata il 1º gennaio allo Stadio Olimpico di Tokyo prima della finale della Coppa dell'Imperatore, ed è stato considerato il tradizionale incontro di chiusura della stagione. Dal 2012, la finale è stata giocata separatamente dalla finale della Coppa dell'Imperatore.
Al 2022 la squadra più titolata è il Tokyo Verdy Beleza, la quale, nelle sue varie denominazioni che si sono nel tempo susseguite, ha disputato 22 finali vincendone 15, l'ultima nell'edizione 2020.

## Albo d'oro
| Anno | Vincitore             | Risultato     | Finalista                 |
| ---- | --------------------- | ------------- | ------------------------- |
| 1979 | FC Jinnan             | 2-1           | Takatsuki                 |
| 1980 | Shimizudaihachi SC    | 2-0           | FC Jinnan                 |
| 1981 | Shimizudaihachi SC    | 6-0           | PAF                       |
| 1982 | Shimizudaihachi SC    | 6-0           | FC Jinnan                 |
| 1983 | Shimizudaihachi SC    | 2-0           | Takatsuki                 |
| 1984 | Shimizudaihachi SC    | 4-0           | Takatsuki                 |
| 1985 | Shimizudaihachi SC    | 5-1           | Takatsuki                 |
| 1986 | Shimizudaihachi SC    | 1-0           | Yomiuri Beleza            |
| 1987 | Yomiuri Beleza        | 2-0           | Shimizudaihachi SC        |
| 1988 | Yomiuri Beleza        | 2-0           | Takatsuki                 |
| 1989 | Takatsuki             | 1-0           | Shimizu FC                |
| 1990 | Nikko Securities      | 3-3 (4-1 dtr) | Suzuyo Shimizu            |
| 1991 | Suzuyo Shimizu        | 0-0 (3-1 dtr) | Yomiuri Beleza            |
| 1992 | Nikko Securities      | 1-0           | Yomiuri Nippon Beleza     |
| 1993 | Yomiuri Nippon Beleza | 2-0           | Prima Ham Kunoichi        |
| 1994 | Prima Ham Kunoichi    | 4-1           | Nikko Securities          |
| 1995 | Fujita Mercury        | 3-2           | Yomiuri-Seiyu Beleza      |
| 1996 | Nikko Securities      | 3-0           | Yomiuri-Seiyu Beleza      |
| 1997 | Yomiuri-Seiyu Beleza  | 1-0           | Prima Ham Kunoichi        |
| 1998 | Prima Ham Kunoichi    | 1-0           | Nikko Securities          |
| 1999 | Tasaki Perule         | 0-0 (4-2 dtr) | Prima Ham Kunoichi        |
| 2000 | Nippon TV Beleza      | 2-1           | Tasaki Perule             |
| 2001 | Iga Kunoichi          | 2-1 (dts)     | Tasaki Perule             |
| 2002 | Tasaki Perule         | 1-0           | Nippon TV Beleza          |
| 2003 | Tasaki Perule         | 2-2 (5-3 dtr) | Nippon TV Beleza          |
| 2004 | Nippon TV Beleza      | 3-1           | Saitama Reinas            |
| 2005 | Nippon TV Beleza      | 4-1           | Tasaki Perule             |
| 2006 | Tasaki Perule         | 2-0           | Okayama Yunogo Belle      |
| 2007 | Nippon TV Beleza      | 2-0           | Tasaki Perule             |
| 2008 | Nippon TV Beleza      | 4-1           | INAC Leonessa             |
| 2009 | Nippon TV Beleza      | 2-0           | Urawa Reds                |
| 2010 | INAC Kobe Leonessa    | 1-1 (3-2 dtr) | Urawa Reds                |
| 2011 | INAC Kobe Leonessa    | 3-0           | Albirex Niigata           |
| 2012 | INAC Kobe Leonessa    | 1-0           | JEF United                |
| 2013 | INAC Kobe Leonessa    | 2-2 (4-3 dtr) | Albirex Niigata           |
| 2014 | Nippon TV Beleza      | 4-0           | Urawa Reds                |
| 2015 | INAC Kobe Leonessa    | 1-0           | Albirex Niigata           |
| 2016 | INAC Kobe Leonessa    | 0-0 (5-4 dtr) | Albirex Niigata           |
| 2017 | Nippon TV Beleza      | 3-0           | Nojima Stella Kanagawa S. |
| 2018 | Nippon TV Beleza      | 4-2 (dts)     | INAC Kobe Leonessa        |
| 2019 | Nippon TV Beleza      | 1-0           | Urawa Reds                |
| 2020 | Tokyo Verdy Beleza    | 4-3           | Urawa Reds                |
| 2021 |                       | Non disputata |                           |
| 2022 | Urawa Reds            | 1-0           | JEF United                |
| 2023 | INAC Kobe Leonessa    | 1-1 (5-6 dtr) | Urawa Reds                |